# Jugendbevægelsen
Jugendbevægelsen (tysk: Die deutsche Jugendbewegung) er en samlebetegnelse for en kulturel og uddannelsesmæssig bevægelse, som begyndte i 1896. Den består af en række foreninger af unge mennesker, som har fokus på udendørsaktiviteter. Bevægelsen rummede den tyske spejderbevægelse og Wandervogel. I 1938 var der 8 millioner børn, som var medlemmer af foreninger, som identificerede sig med bevægelsen.
Både kibbutzerne og Bruderhof samfundene kan spore deres rødder tilbage til den tyske jugendbevægelse.

## Wandervogel
I 1896 blev Wandervogel (vandrefuglene) grundlagt i Berlin, og inden længe udkrystalliserede de mange centrale koncepter fra de tidligere samfundskritikere og romantikere, som kom til at få stor indflydelse på mange områder i begyndelsen af 1900-tallet.
For at undslippe det undertrykkende og autoritære samfund i slutningen af det 19. århundrede og de voksnes værdier i et nyt moderne tysk samfund, som i stigende grad var ændret af industrialisering, imperialisme, militarisme og victoriansk indflydelse søgte grupper af unge mennesker efter frirum til at udvikle en sund livsstil og være væk fra de stadig mere forurenede storbyer, som spredtes overalt, og som skuffede de fleste. Også en romantisk længsel efter en mere oprindelig tilværelse og ældre kulturelt forskellige traditioner spillede en rolle. De vendte sig mod naturen, fællesskab og oplevelser. Grupperne blev snart splittet op og der kom stadig flere organisationer til, og som stadig alle kaldte sig Wandervogel, men var organisatorisk uafhængige. Trods det var der stadig en følelse af en fælles bevægelse, som bare havde forgrenet sig.

## Bündische Jugend
Efter 1. verdenskrig vendte lederne desillusionerede tilbage fra krigen. Det samme var tilfældet for lederne af de tyske spejdere. Så begge bevægelser begyndte at påvirke hinanden kraftigt i Tyskland. Fra Wandervogel kom en stærkere kultur med hiking, oplevelser, større ture til fjerne steder, romantik og en yngre ledelsesstruktur. Spejderne bidrog med uniformer, flag, mere organisation, flere lejre og en klarere, mere rationel ideologi. Der var også en lærermæssig indflydelse fra Gustav Wyneken.
Tilsammen førte dette til fremkomsten af Bündische Jugend, en bevægelse med mange forskellige unddomsorganisationer. Der var Wandervogel grupper, spejderforeninger og andre, som alle havde en blanding af de ovennævnte elementer og nye ting. Nye slags grupper udvikledes. Den ny teltform, kohte, blev opfundet, som de tyske spejdere stadig bruger, og som kan ses på internationale spejderlejre. Deutsche Freischar og senere Jungenschaft blev grundlagt.

## Nazityskland
I den tyske ungdomsbevægelse kan man finde alle de forskellige reaktioner fra det tyske samfund som helhed på fremkomsten af nationalsocialismen. Mange bød den velkommen som en frihedsbevægelse, der brød ud af den følte uretfærdighed i Versaillestraktaten, og ville gøre Tyskland stærk igen. Begrebet 'Volksgemeinschaft', et folkefællesskab var også populært. På den anden side var der også mange i den tyske ungdomsbevægelse, som så deres organsition som en elite, som var overlegen i forhold til de mere primitive nazister. Nogle grupper var ægte demokratiske, nogle venstreorienterede. Mange andre, selv nogle af de som var højreorienterede, ønskede stadig at fortsætte deres uafhængige arbejde og eksistens som organisationer. Dette førte uundgåeligt til en konfrontation med den nationalsocialistiske stat, da den ikke tillod andre ungdomsgrupper end Hitler Jugend, som selv indførte mange af de ydre former fra Bündische Jugend efter 1933. De grupper, som forblev udenfor Hitler Jugend blev forbudt og forfulgt, mens nogle, som f.eks. Edelweisspiraten forsøgte af fortsætte.
En ting, som kan have været anderledes end i andre dele af det tyske samfund er det følgende: Ungdomsbevægelse var meget idealistisk, romantisk og moralsk. Derfor tenderede dens medlemmer til at løbe større risici med hensyn til at følge og handle i overensstemmelse med deres tro og holdninger. Dette kan være årsagen til at man kan finde mange medlemmer af ungdomsbevægelsen blandt såvel nazisterne som blandt modstandskæmperne.
Eksempler på dette er følgende: Adolf Eichmann var et af medlemmerne fra 1930 til 1931. Hans Scholl var medlem af Jungenschaft, en særlig individuelt orienteret forening i Bündische Jugend. Claus von Stauffenberg var spejder i Neupfadfinder, også en del af Bündische Jugend.

## Efter krigen
Efter krigen genopstod mange af foreningerne i Vesttyskland, da de allierede gav lov til det. I Østtyskland gav den kommunistiske regering ikke tilladelse til noget sådant, men forbød i stedet alle uafhængige ungdomsorganisationer. På den anden side var der nogle forbindelser mellem den tyske ungdomsbevægelse og den kommunistiske Freie Deutsche Jugend.
I Vesttyskland blev ungdomsbevægelsen stærkt domineret af spejderne, selvom Wandervogel, Jungenschaft og andre grupper også genopstod. I modsætning til situationen inden krigen forsøgte alle grupper at have en mere rationel ideologi og erklærede sin støtte til den nye tyske forfatning (Grundgesetz). De tyske spejdere nærmede sig også spejdernes verdensforbund og blev for første gang optaget i World Organisation of the Scout Movement og World Association of Girl Guides and Girl Scouts.

## I dag
I dag er der stadig mange grupper og organisationer, som betragter sig selv om en del af denne bevægelse. Tyske spejderorganisationer er stadig stærkt påvirket af denne historie, selv om den historiske påvirkning varierer fra gruppe til gruppe. De mest kendetegnende egenskaber ved de tyske spejdere stammer fra denne historie.